# Chalkyitsik
Chalkyitsik est une localité (Census-designated place)  d'Alaska aux États-Unis, dans la Région de recensement de Yukon-Koyukuk. Au recensement de 2010 sa population était de 69 habitants.

## Situation - climat
Elle est située sur la rivière Black à 80 km à l'est de Fort Yukon.
Les températures extrêmes sont de −57 °C en janvier à 36 °C en juillet.

## Histoire
Chalkyitsik signifie l'endroit où on pêche le poisson en langue gwich’in, c'était un très important lieu de pêche pour ces populations. D'après les fouilles archéologiques, l'endroit aurait été occupé depuis 10 000 ans av. J.-C. Les habitants vivaient en nomades, vivant de l'automne au printemps en amont de la rivière Black et descendant la rivière en été pour la pêche. Entre 1863 et 1868 les premiers explorateurs les ont rencontrés sur la rivière Black et sur la Porcupine, faisant du commerce entre Fort Yukon et Rampart.
À la fin des années 1930, un bateau qui se rendait à Salmon Village transportant des matériaux de construction a dû décharger sa cargaison à Chalkyitsik à cause des basses eaux de la rivière. Comme il existait déjà quelques habitations il a été décidé de construire l'école là, et les peuples qui vivaient aux environs de la rivière Black s'installèrent autour. En 1969 il y avait 26 maisons, un magasin, deux églises et une maison communautaire.
Actuellement, les habitants pratiquent une économie de subsistance, à base de chasse, de pêche et d'artisanat local.

## Démographie
| 1930 | 1940 | 1960 | 1970 | 1980 | 1990 |
| ---- | ---- | ---- | ---- | ---- | ---- |
| 35   | 33   | 57   | 130  | 100  | 90   |

| 2000 | 2010 | - | - | - | - |
| ---- | ---- | - | - | - | - |
| 83   | 69   | - | - | - | - |

## Sources et références
- (en) CIS

- (en) Cet article est partiellement ou en totalité issu de l’article de Wikipédia en anglais intitulé « Chalkyitsik, Alaska » (voir la liste des auteurs).

1. ↑  « Statistiques des États-Unis - Alaska - Profils des communautés de 2010 » (consulté en novembre 2020)